# John Bosco Chang Shin-Ho
John Bosco Chang Shin-Ho (* 25. Mai 1966 in Daegu, Südkorea) ist ein südkoreanischer Geistlicher und römisch-katholischer Weihbischof in Daegu.

## Leben
John Bosco Chang Shin-Ho studierte zunächst Elektronik an der Youngnam-Universität und trat anschließend in das Priesterseminar in Daegu ein. Von 1993 bis 1996 studierte er am Päpstlichen Athenaeum Regina Apostolorum und von 1996 bis 1998 am Päpstlichen Athenaeum Sant’Anselmo in Rom, wo er das Lizenziat in Liturgiewissenschaft erwarb. Am 25. August 1998 empfing er das Sakrament der Priesterweihe.
Nach kurzer Tätigkeit in der Pfarrseelsorge absolvierte er von 1999 bis 2002 ein Aufbaustudium am Päpstlichen Athenaeum Sant’Anselmo und wurde in Liturgiewissenschaft promoviert. Nach der Rückkehr in die Heimat war er bis 2009 Dozent am Priesterseminar in Daegu. Von 2009 bis zu seiner Ernennung zum Bischof war er Exekutivsekretär der Liturgiekommission der koreanischen Bischofskonferenz.
Am 31. Mai 2016 ernannte ihn Papst Franziskus zum Titularbischof von Vescera und zum Weihbischof in Daegu. Die Bischofsweihe spendete ihm der Erzbischof von Daegu, Thaddeus Cho Hwan-Kil, am 12. Juli desselben Jahres. Mitkonsekratoren waren die Weihbischöfe Augustinus Kim Jong-soo aus Daejeon und Joseph Son Sam-seok aus Pusan.
Am 28. Oktober 2016 ernannte ihn Papst Franziskus zum Mitglied der Kongregation für den Gottesdienst und die Sakramentenordnung.